# Martha Vickers

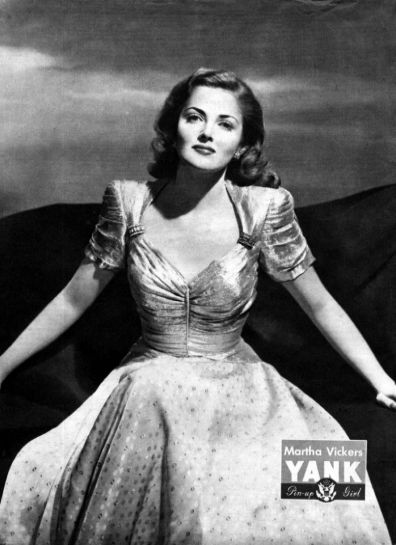
Martha Vickers im Jahr 1945

Martha Vickers (* 28. Mai 1925 in Ann Arbor, Michigan als Martha Marie MacVicar; † 2. November 1971 in Hollywood, Los Angeles, Kalifornien) war eine US-amerikanische Schauspielerin und ein Model.

## Leben und Karriere
Vickers, die ihre Karriere als Model und Covergirl begann, spielte ihre erste kleine Komparsenrolle 1943 in Frankenstein trifft den Wolfsmenschen. Ihren Durchbruch feierte sie 1946 an der Seite von Humphrey Bogart als Lauren Bacalls jüngere Schwester Carmen Sternwood in dem Thriller Tote schlafen fest von Howard Hawks, diese ist auch aus filmhistorischer Sicht ihre bedeutendste Rolle geblieben. In den folgenden Jahren war Vickers vor allem auf B-Filme abonniert, in denen sie meistens die weibliche Hauptrolle übernahm. Nachdem Vickers’ Filmerfolg in den 1950er-Jahren nachgelassen hatte und sie in dieser Dekade vor allem in Fernsehproduktionen aufgetreten war, zog sie sich im Jahr 1960 endgültig aus dem Schauspielgeschäft zurück.
Martha Vickers war von März bis September 1948 mit dem Filmproduzenten A. C. Lyles, von 1949 bis 1951 mit dem Schauspieler Mickey Rooney und von 1954 bis 1965 mit dem Schauspieler und Polospieler Manuel Rojas (1926–1997) verheiratet. Alle drei Ehen wurden geschieden. Sie war Mutter von einem Sohn aus ihrer Ehe mit Mickey Rooney, dem Schauspieler Teddy Rooney (1950–2016), und von zwei Töchtern aus der Ehe mit Rojas. Martha Vickers starb 1971 im Alter von 46 Jahren an Speiseröhrenkrebs und ist auf dem Valhalla Memorial Park Cemetery in Hollywood bestattet.

## Filmografie
- 1943: Frankenstein trifft den Wolfsmenschen (Frankenstein Meets the Wolf Man)
- 1943: Captive Wild Woman
- 1943: Top Man
- 1943: Hi Ya, Sailor
- 1944: This Is the Life
- 1944: Ledernacken (Marine Raiders)
- 1944: The Mummy’s Ghost
- 1944: The Falcon in Mexico
- 1946: Tote schlafen fest (The Big Sleep)
- 1946: Der Himmel voller Geigen (The Time, the Place and the Girl)
- 1947: Besuch in Kalifornien (The Man I Love)
- 1947: That Way with Women
- 1947: Love and Learn
- 1948: Ohne Erbarmen (Ruthless)
- 1949: Daughter of the West
- 1949: Gefängnis ohne Gitter (Bad Boy)
- 1949: Alimony
- 1951: The Bogus Green (Fernsehfilm)
- 1952: The Unexpected (Fernsehserie, Folge 1x23)
- 1953–1954: General Electric Theater (Fernsehserie, 2 Folgen)
- 1954: The Ford Television Theatre (Fernsehserie, 2 Folgen)
- 1954–1955: The Whistler (Fernsehserie, 2 Folgen)
- 1955: The Indiscreet Mrs. Jarvis (Fernsehfilm)
- 1955: Fireside Theater (Fernsehserie, 2 Folgen)
- 1955: The Big Bluff
- 1956: Wenn man Millionär wär (The Millionaire, Fernsehserie, Folge 2x31)
- 1957: Ein Toter lügt nicht (The Burglar)
- 1957: Playhouse 90 (Fernsehserie, Folge 2x13)
- 1958: State Trooper (Fernsehserie, Folge 2x38)
- 1959: Perry Mason (Fernsehserie, Folge 2x18)
- 1960: Vier schnelle Colts (Four Fast Guns)
- 1960: Ende gut – alles gut (The Jim Backus Show, Fernsehserie, Folge 1x02)
- 1960: The Rebel (Fernsehserie, 2 Folgen)